# Ar'ara
Ar'ara (arabsky عرعرة‎, hebrejsky עַרְעָרָה‎, v oficiálním přepisu do angličtiny Ar'ara) je místní rada (malé město) v Izraeli, v Haifském distriktu.

## Geografie
Leží v nadmořské výšce 171 metrů na úpatí horského hřbetu nad údolím Vádí Ara, cca 35 kilometrů jihovýchodně od centra Haify a cca 56 kilometrů severovýchodně od centra Tel Avivu. Severním okrajem města prochází vádí Ara (Nachal Iron), do kterého tu od jihovýchodu ústí vádí Nachal Seraja. Na jihozápadní straně se zvedají vrchy Giv'ot Iron. Hornatá krajina leží i jižně od města.
Ar'ara se nachází v hustě osídlené kopcovité krajině s částečně dochovanými oblastmi zemědělsky využívané půdy. Město je osídleno izraelskými Araby, kteří etnicky dominují i v jeho okolí, kde s výjimkou menšího města Kacir-Chariš nejsou žádná židovská sídla.
Ar'ara leží cca 2 kilometry od Zelené linie, která odděluje Izrael od okupovaného Západního břehu Jordánu. Za ní ovšem leží blok židovských osad Šaked. Na dopravní síť je Ar'ara napojena pomocí Dálnice číslo 65, která prochází údolím Vádí Ara a spojuje Izraelskou pobřežní planinu s Jizre'elským údolím.

## Dějiny

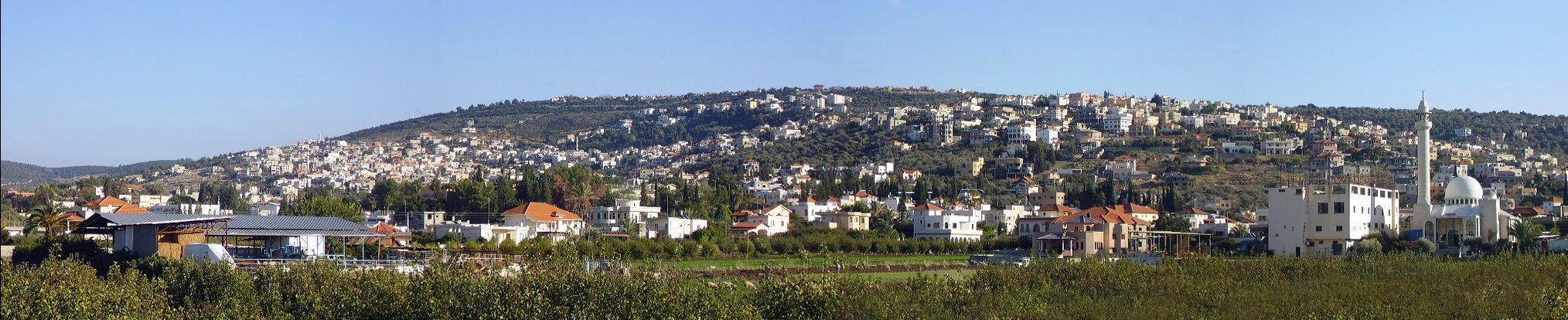
Celkový pohled na město Ar'ara z Dálnice číslo 65

Ar'ara vznikla v dnešním územním rozsahu roku 1990 připojením do té doby samostatné obce Ara k většímu sídlu Ar'ara. Ara byla menší vesnicí založenou v 19. století zemědělci z nedaleké Ar'ary, poblíž ruin starověkého města Arona. Ar'aru podle tradice založili beduíni z dnešního města Ar'ara ba-Negev v jižním Izraeli. Po první arabsko-izraelské válce byla v roce 1949 zahrnuta na izraelskou stranu Zelené linie, ale zdejší arabská populace nebyla vysídlena. Díky silnému populačnímu růstu se postupně vesnice proměnila na lidnatou obec. Roku 1970 získala status místní rady (malého města).

## Demografie
Už v polovině 20. století čítala Ar'ara přes 2000 obyvatel.
Ar'ara je město s ryze arabskou populací. V roce 2005 tvořili 99,9 % obyvatelstva arabští muslimové. Jde o středně velké sídlo městského typu. K 31. prosinci 2015 zde žilo 24 000 lidí.
| Rok | 1945  | 1955  | 1961  | 1972  | 1980  | 1983  | 1990  | 1993   | 1994   | 1995   | 1996   | 1997   | 1998   | 1999   | 2000   |
| --- | ----- | ----- | ----- | ----- | ----- | ----- | ----- | ------ | ------ | ------ | ------ | ------ | ------ | ------ | ------ |
|     | 2 290 | 2 800 | 3 400 | 5 800 | 7 900 | 7 900 | 9 600 | 10 500 | 10 800 | 11 700 | 12 100 | 12 400 | 12 800 | 13 200 | 13 600 |

| Rok            | 2001   | 2002   | 2003   | 2004   | 2005   | 2006   | 2007   | 2008   | 2009   | 2010   | 2011   | 2012   | 2013   | 2014   | 2015   |
| -------------- | ------ | ------ | ------ | ------ | ------ | ------ | ------ | ------ | ------ | ------ | ------ | ------ | ------ | ------ | ------ |
| Počet obyvatel | 14 000 | 14 500 | 14 900 | 15 200 | 15 600 | 16 000 | 16 400 | 16 732 | 22 112 | 22 600 | 22 800 | 21 100 | 23 300 | 23 600 | 24 000 |